# Studio Nahe
Studio Nahe, auch Domradio Studio Nahe genannt, ist ein lokaler Hörfunksender in Bretzenheim in Rheinland-Pfalz. Der Sender ist das erste Lokalradio in Rheinland-Pfalz, das von einer Pfarrgemeinde betrieben wird (katholische Pfarrgemeinde Bretzenheim-Langenlonsheim). Er sendet ab Kirchturm Bretzenheim auf UKW 87,9, vom Kuhberg Bad Kreuznach per DAB+ im Kanal 12a und im Internet (studio-nahe.de).

## Der Sender
Studio Nahe überträgt Gottesdienste aus der kath. Kirche Bretzenheim und Langenlonsheim, weiter produziert das ehrenamtliche Team verschiedene lokale Beiträge wie Veranstaltungshinweise, Nachrichten aus der Region usw.
Vom 1. Juli 2007 bis April 2019 übernahm Studio Nahe domradio als Mantelprogramm Montag bis Freitag. Bis zum 30. Juni 2007 diente Klassik Radio als Mantelprogramm.
Seit April 2019 produziert das ehrenamtliche Team das Programm größtenteils selbst. Um 6 und 22 Uhr werden das Gebet von domradio übernommen, am Mittag um 12.30 Uhr werden Montag bis Freitag die Nachrichten von Radio Vatikan ausgestrahlt. Am Abend ab 19 Uhr sind bis 22 Uhr verschiedene Musikspartenprogramme zu hören. 
2016 wurde die Lizenz von der LMK RLP um weitere 10 Jahre verlängert. Seit April 2019 sendet Studio Nahe im eigen DAB+ Multiplex vom Kuhberg Bad Kreuznach in einem Testbetrieb.
Die Radioübertragung der Gottesdienste soll nach Angaben des Senders älteren und kranken Menschen ermöglichen, den Gottesdienst mit der Gemeinde mitzufeiern.

## Sendegebiet
Seit dem 26. Juni 2006 sendet Studio Nahe auf der Frequenz 87,9 MHz mit der Sendeleistung 0,05 kW (Vertikale Ausstrahlung) in der Naheregion von Bad Kreuznach bis Bingen am Rhein aus. Die Sendeantenne liegt unterhalb des Kirchturms der Kirche St. Maria Geburt. Im November 2008 wurde die Sendeleistung auf 0,15 kW erhöht, um den Empfang an den Randgebieten zu verbessern.